# Pieter Jansz. Liorne
Pieter Jansz. Liorne (Hoorn, 1561 - aldaar, 1620), ook wel Pieter Jansz. Vael in Lioren of Pieter Jansz. de Mennonist, is vooral bekend voor zijn aandeel in de ontwikkeling van een voor die tijd slanker vrachtzeilschip, de fluit.
Pieter Jansz was een zoon van Jan Willems, een doopsgezinde voorganger. Hij werd reder en koopman te Hoorn waar hij zijn huis had op het Venidse. Hij dreef handel op de Oostzee en Italië.  Liorne bekleedde verschillende publieke functies in Hoorn, tussen 1597 en 1611 was hij zes maal schepen, tussen 1599 en 1688 was hij lid van de vroedschap, van 1612 tot 1614 raad van de Admiraliteit van het Noorderkwartier, enkele malen burgemeester van Hoorn en bewindhebber van de Hoornse kamer van de VOC. Hij was scheepvaartdeskundige voor de Staten van Holland en West-Friesland en de Admiraliteitscolleges.  In 1612 stapte hij over van de doopsgezinde naar de Gereformeerde Kerk. In 1618 werd hij door stadhouder prins Maurits ontslagen, mogelijk omdat hij een aanhanger van de remonstranten was.
Het is niet duidelijk welke rol Liorne speelde in de ontwikkeling van het fluitschip maar volgens de Hoornse kroniekschrijver Velius was hij wel de belangrijkste initiatiefnemer voor de verlengde uitvoering van de fluit. Volgens een brief uit 1647 van Pieter Reiniersz, de schoonzoon van Liorne, aan Georgius Hornius, zou Liorne zich hebben laten inspireren door de verhoudingen van de afmetingen van de Ark van Noach.